# Giampaolo Talani

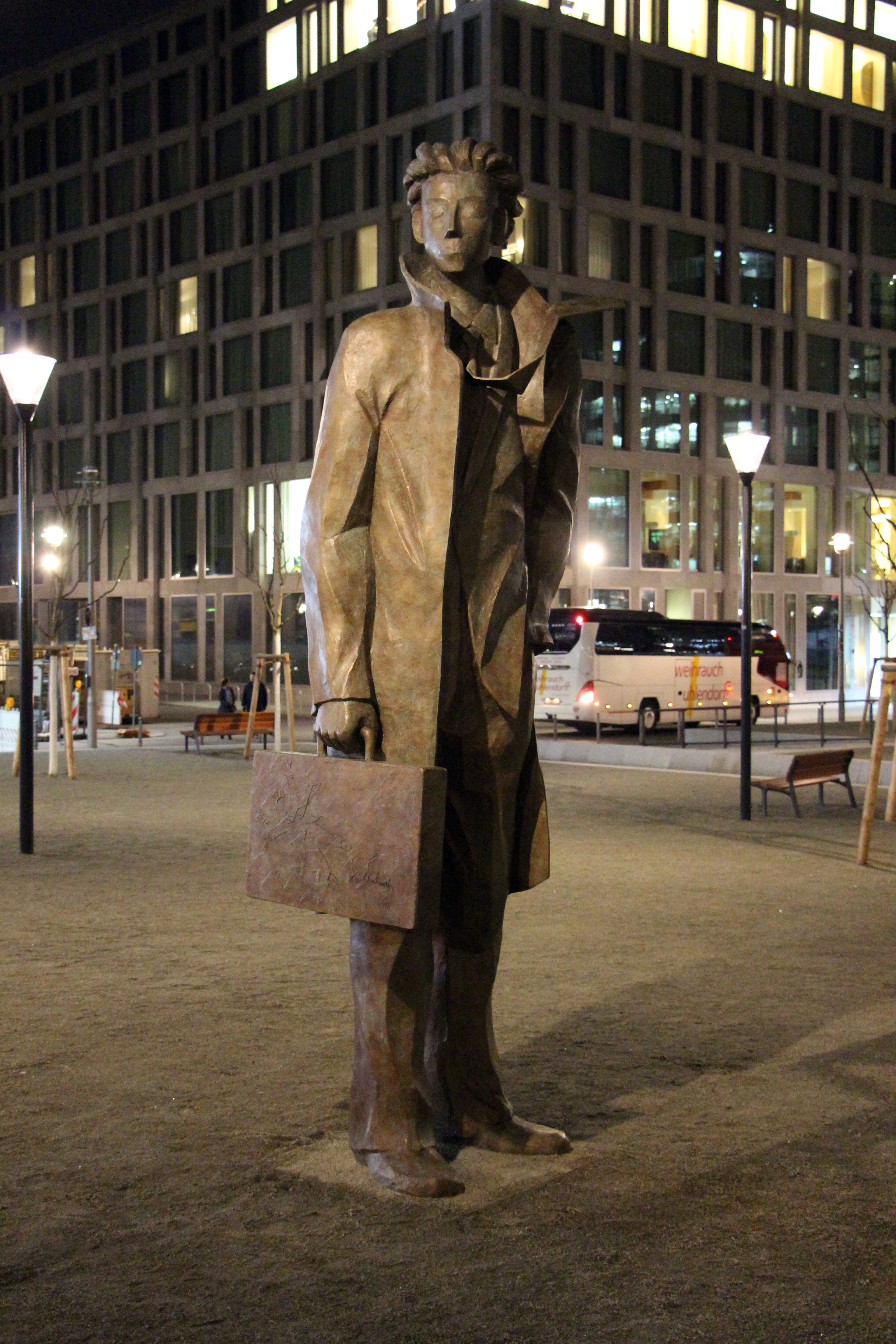
Abfahrt-Partenza, Washingtonplatz, Berlino, 2015

Giampaolo Talani (San Vincenzo, 13 marzo 1955 – Pisa, 16 gennaio 2018) è stato un pittore e scultore italiano.

## Biografia
Dopo il liceo artistico a Lucca e a Firenze, ha frequentato l'Accademia di Belle Arti a Firenze, laureandosi col professore Goffredo Trovarelli.
Tra il 1979 e il 1985 lavorò a una prima opera pubblica, affrescando nella chiesa di San Vincenzo un ciclo di otto storie della Passione di Cristo e quattro Evangelisti, carichi di riferimenti all'arte rinascimentale e aggiornati a uno stile espressionista che si rifà a James Ensor, artista che era stato argomento della sua tesi. A questo grande cantiere figurativo, inconsueto nel panorama nazionale, seguirono altre commissioni pubbliche, come la Predica di san Bernardino nel Palazzo Vescovile di Massa Marittima e altre opere nel santuario della Madonna del Frassine.
Gli anni '80 e '90 furono caratterizzati da lavori per il settore privato, con numerosi personali in gallerie italiane e internazionali, ed esposizioni, anche antologiche, che hanno avuto luogo in spazi pubblici. Tra le sue opere nell'ambito privato figurano anche le copertine per i libri di Giuseppe Brancale.
La vocazione all'opera pubblica tornò significativamente agli inizi degli anni Duemila, con le tavole per lo scalone del Municipio di San Vincenzo e, soprattutto, con l'affresco Partenze nella stazione di Santa Maria Novella a Firenze (2002-2006), la prima decorazione artistica eseguita nella stazione dai tempi dei Paesaggi toscani di Ottone Rosai. In queste opere si nota uno stile ormai maturo che, senza abbandonare mai il figurativo, si muoveva su forme più dinamiche e su una tecnica pittorica più sciolta. Contemporaneamente, su tematiche analoghe e quelle delle opere pittoriche, Talani ha portato avanti l'attività di scultore, soprattutto di opere in bronzo.
Il legame con Firenze si ribadì con la personale intitolata Rosa dei Venti a Palazzo Vecchio (2008) e con la collocazione temporanea di una scultura alta tre metri nel loggiato degli Uffizi. In quegli stessi anni collaborò con Rai 1 alla trasmissione televisiva Rosa dei Venti - L'isola che c'è (dicembre 2009). Seguirono mostre personali, tra le altre, a Trieste, Pietrasanta (2010), Fiesole, Torino (2011), Firenze, Pescara, Taranto (2012), Palermo, Lucca, Como (2013), Spoleto (2014), Mantova (Casa del Mantegna, 2015).
A conclusione delle celebrazioni per i 150 anni dell'Unità d'Italia, a Talani venne commissionato un busto di Garibaldi in bronzo, che fu collocato in due copie nello scalone del palazzo del Quirinale e al Senato italiano, il dipinto L'ombra dell'eroe (Pinacoteca del Quirinale) e l'affresco Mille uomini, che entrò nella collezione del Museo centrale del Risorgimento al "Vittoriano" di Roma. Per questa e altre opere Vittorio Sgarbi parlò, a proposito di Talani, di un nuovo slancio alla cosiddetta "Arte di Stato".
Nel giugno 2009 Talani fu l'unico artista italiano invitato a Berlino per l'apertura delle celebrazioni del ventennale della caduta del muro, con l'opera Die Mauer - Gli ombrelli della libertà.
Nel frattempo si moltiplicarono le richieste di grandi opere pubbliche: il Marinaio (2010), scultura di sette metri che domina il nuovo porto turistico di San Vincenzo, di cui è stata in lavorazione una replica di ben diciotto metri per il porto di Miami, che dovrebbe celebrare il navigatore italiano Amerigo Vespucci; il bronzo la Rosa dei Venti per la stazione di Venezia Santa Lucia (2014); l'Uomo che salva il mare all'Isola del Giglio, dedicata agli uomini impegnati durante il salvataggio dopo il naufragio della Costa Concordia (2014); la statua Abfahrt-Partenza per Washingtonplatz a Berlino (2015), davanti alla nuova stazione centrale; la statua Fiorenza installata in piazza San Jacopino a Firenze (2016).
Nel 2011 ha partecipato alla 54ª esposizione internazionale d'arte della Biennale di Venezia.